# Augustus Macdonald
Pour les articles homonymes, voir MacDonald.
Augustus Henry Moreton Macdonald of Largie (24 juin 1804 - 14 février 1862), est un écrivain et homme politique britannique.

## Biographie
Fils de Thomas Reynolds-Moreton (1er comte de Ducie), petit-fils de Henry Herbert (1er comte de Carnarvon) et frère de Henry Reynolds-Moreton (2e comte de Ducie), il est élu membre de la Chambre des communes en 1832, puis réélu en 1835.
Il fait reconstruire Largie Castle (en) à Tayinloan (en).

## Sources
- (en) Cet article est partiellement ou en totalité issu de l’article de Wikipédia en anglais intitulé « Augustus Macdonald » (voir la liste des auteurs).